# روز جهانی گردشگری

مناطق شش‌گانه سازمان جهانی گردشگری

از سال ۱۹۸۰، سازمان جهانی گردشگری سازمان ملل متحد سالانه روز ۲۷ سپتامبر را به عنوان روز جهانی گردشگری جشن می‌گیرد.
از گرامی داشت چنین روزی، بالا بردن سطح آگاهی در مورد نقش گردشگری در جامعه جهانی و نشان دادن چگونگی تاثیر گردشگری بر ارزش‌های اجتماعی، فرهنگی، سیاسی و اقتصادی در سراسر جهان است.